# 罗非鱼病毒科
罗非鱼病毒科（学名：Amnoonviridae）为分节段病毒目的一个科。本科只有罗非鱼病毒属（Tilapinevirus）一个属。

## 下级分类
罗非鱼病毒属包括以下种：
- 罗非鱼病毒 Tilapia tilapinevirus